# مسجدلو
مسجدلو (بالفارسية: مسجدلو) هي منطقة سكنية تقع في إيران في Minjavan-e Gharbi Rural District. يقدر عدد سكانها بـ 45 نسمة .